# Wikstroemia albertii
Wikstroemia albertii är en tibastväxtart som först beskrevs av Eduard August von Regel, och fick sitt nu gällande namn av Domke. Wikstroemia albertii ingår i släktet Wikstroemia och familjen tibastväxter. Inga underarter finns listade i Catalogue of Life.